# Panda en de meester-ontdekkingsreiziger
Panda en de meester-ontdekkingsreiziger is een stripverhaal uit de Panda-reeks door Marten Toonder en de Toonder Studio's. Het werd eerst gepubliceerd in kranten als tekststrip in 1956, en in 1958 als ballonstrip. In 1973 verscheen de tekststrip in een boek, en in 1984 verscheen het verhaal als ingekleurd ballonstripverhaal in een album.
Omdat de ballonstrip minder ruimte voor tekst heeft, zijn de teksten daar sterk aangepast, maar het verhaal op zich niet.

## Verhaal
Op een dag treft Panda een vreemde in zijn tuin aan die een vlag plant; en een ander die dat wil beletten. Panda maakt kennis met de eerste, die vertelt dat hij voor een erfenis op een oude kaart alle toentertijd onbekende gebieden moet "ontdekken". Dat vind Panda wel leuk, en hij mag mee. Telkens als een gebied 'ontdekt' is duikt dezelfde notaris op om het te controleren. Maar een driftige neef doet er alles aan om hen dwars te zitten, zodat hij de erfenis zal krijgen. Maar hij is steeds de dupe van zijn eigen acties. De ontdekkingsreiziger daarentegen blijft bijna altijd kalm. Ze ontdekken bijvoorbeeld een verzonken eiland, een oerwoud met kannibalen("niet koken, geen vitaminen!"), en een wolkenkrabber. Uiteindelijk krijgt het genootschap van ontdekkingsreizigers de erfenis en heeft de neef het nakijken. Panda krijgt voor zijn hulp echter ook een deel van het geld.